# Убонратчатхані
Убонратчатхані, Убон (тай. อุบลราชธานี) — місто в однойменній провінції на сході Таїланду в регіоні Ісаан.

## Назва
Назва означає «королівське місто Лотосу». На гербу зображений ставок з трьома листками та квіткою лотосу.

## Розташування
Місто Убонратчатхані — адміністративний центр провінції Убонратчатхані. Одне з чотирьох найбільших міст Ісаану (Кхорат, Убонратчатхані, Удонтхані та Кхон Каєн), які називають «велика четвірка Ісаану». Розташоване на північному березі річки Мун. На південному розташоване передмістя Варін Чамрап, з яким Убон сполучений трьома мостами. Відстань до Бангкоку — 615 кілометрів.
Місто знаходиться в тропіках. Помітні зміни дощового та сухого сезону — зима суха і дуже спекотна, починаючи з кінця квітня і до жовтня майже щоденно йдуть зливи. Температура у квітні піднімається до 36°C.

## Населення
За переписом 2006 року, в Убоні та передмістях проживало близько 200 000 осіб. З них 85 000 — у самому Убоні. Згідно з даними сайту citypopulation.de з 2005 по 2014 рік населення Убону зменшилося на 8 000 і становить 79 023.

## Історія
Місто засноване наприкінці XVIII століття лаоським феодалом Тхао Кхам Пхонгом, що перейшов під протекторат тайського короля Таксина Великого. Пізніше йому був наданий титул правителя міста. У 1792 році Убон Ратчатані став центром однойменної провінції, що до 1972 року була найбільшою в Таїланді, поки від неї не відділили провінцію Ясотхон.
У 1940 році французька армія атакувала Убон у відповідь на тайську інтервенцію у французькі колонії під час Французько-таїландської війни. Під час Другої світової війни японські союзники Таїланду звозили в Убон полонених британців. Про цей факт нагадує монумент у парку Тхун Сі Меуанг, який спорудили колишні полонені на пам'ять про допомогу місцевих жителів.
Під час війни у В'єтнамі в місті збудували американське військове летовище, яке донині використовує армія Таїланду.

## Культура
Убон відомий літнім свічковим фестивалем. Кожен монастир має платформу на колесах, на якій монтують велетенські скульптурні композиції на релігійні теми з воску. Під час свята кожен монастир вивозить прикрашену платформу на вулиці для святкового карнавалу.
У жовтні проводять фестиваль Вак Ок Пханса (тай. วันออกพรรษา) під час якого проводяться змагання на ілюмінованих човнах по річці Мун. Фестиваль присвячений вшануванню водяних пра-істот — наг.

## Архітектура

Будівля міського культурного центру

Серед доволі однотипних домів Убону особливо виділяється будівля міського культурного центру.
Видатною спорудою є золотиста пагода монастирю Ват Нонг Буа. Вона домінує над переважно дво-, триповерховою забудовою міста.

## Релігія

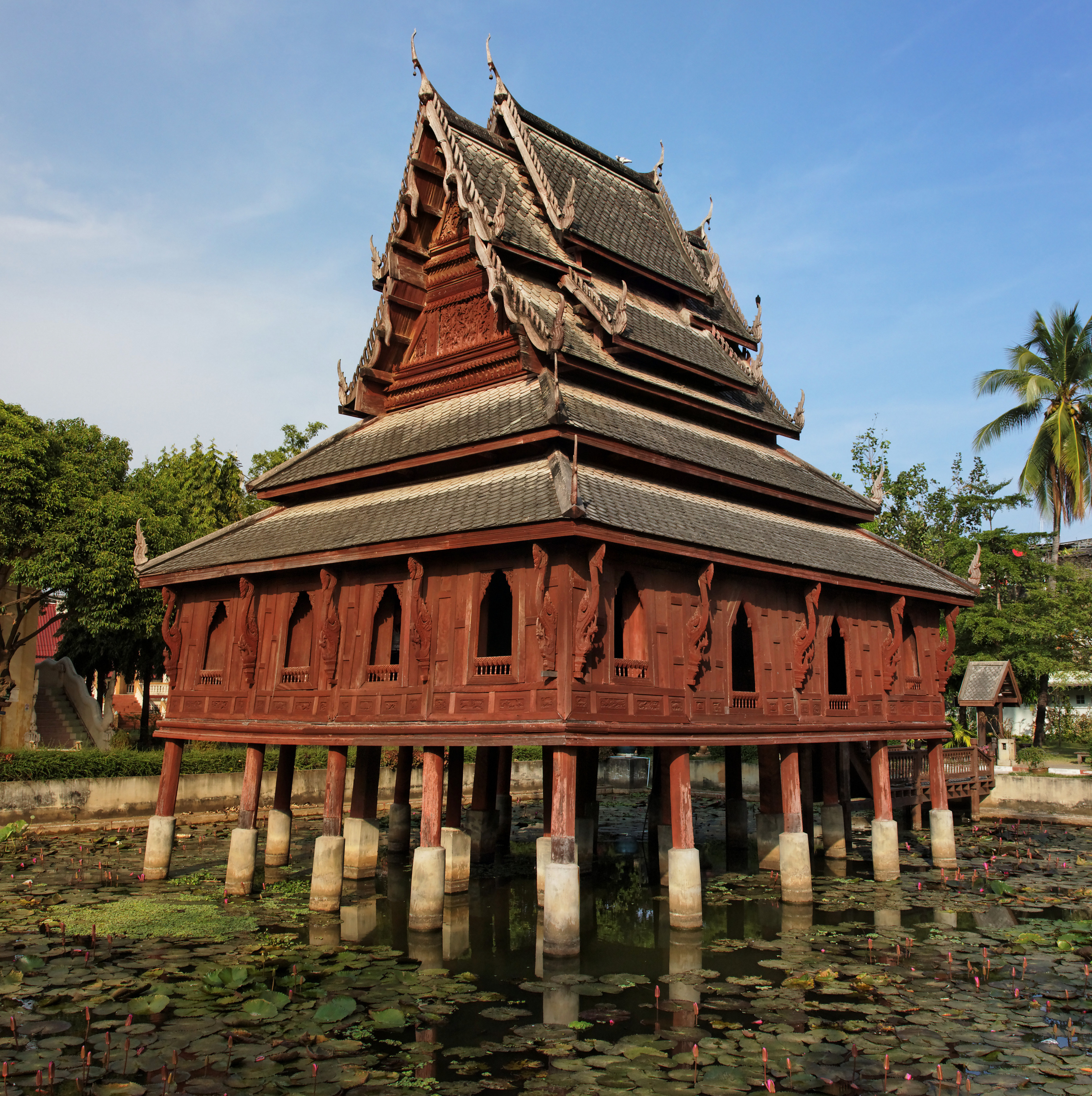
Ват Тхунг Сі Муанг

Як і більшість Таїланду населення Убону — буддисти. Специфікою місцевих ченців є сповідування так званого лісового буддизму. У місті розташовані численні монастирі, у тому числі й всесвітньовідомий серед західних буддистів Ват Па Наначат, у якому служіння проводять англійською мовою. Наразі у цьому монастирі живуть монахи двадцяти трьох національностей.

## Освіта
У місті функціонує Університет Убонратчатхані.

## Розваги

Ручні бінтуронги у звіринцю Убона

Спостерігається доволі активне нічне життя. Великі ресторани переважно сконцентровані на околицях, де є можливість організувати парковку. У багатьох кафе обов'язковою умовою вважається жива музика. У ресторані Таван Денг (дослівно «червоне сонце») є концертний хол, в якому щодня відбуваються шоу. Існує кілька великих нічних клубів.
На околицях міста у джунглях організований зоопарк, де тварини живуть у природних умовах. Екскурсії звіринцем проводять на електромобілях. Є можливість погодувати та погладити тварин.
Неподалік від центру міста загачене штучне озеро з водограями. Через озеро проходить мережа містків. Обабіч доріжок у воді вирощують різні види водяних квітів (лотоси). Навколо озера розміщують кафе та ресторани. На озері проводять свято Лой Кратонг, під час якого у воду пускають прикрашені квітами хлібці з палаючими свічками.

## Транспорт

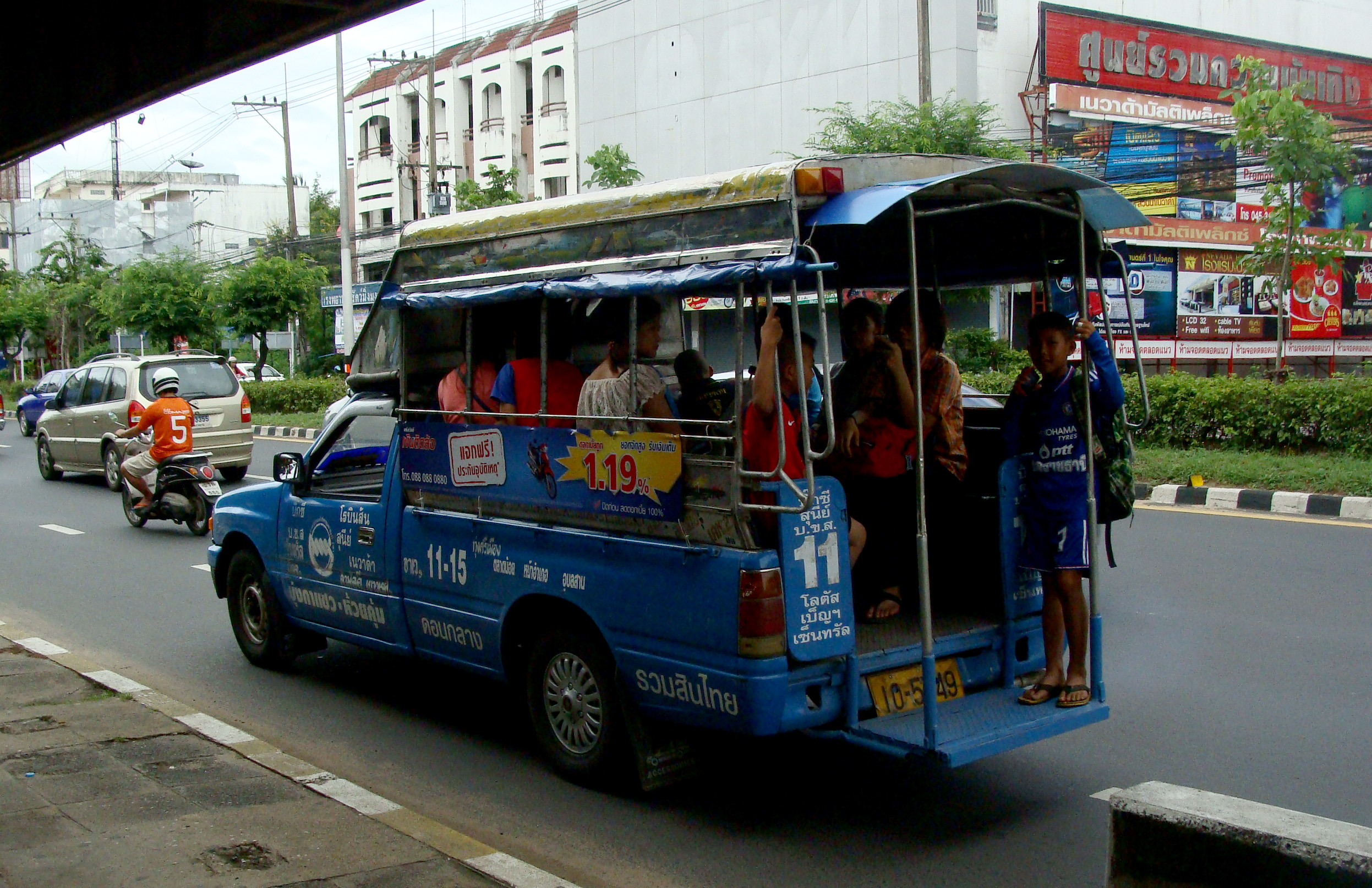
Сонгтеу

Аеропорт Убонратчатхані використовують для військових та комерційних цілей. Тут розміщується 21-ше крило 2-ї повітряної дивізії. З цивільного аеропорту Убону щоденно здійснюється 3-7 рейсів у Бангкок.
В Убоні є державний та приватний автовокзали, з якого можна купити квитки до інших провінцій.
З Бангкоку до Убону можна також дістатися потягом. Є залізничний вокзал. Громадський транспорт у місті представлений у вигляді сонгтеу (тай. สองแถว), що у перекладі означає — два ряди, тобто дві лавки для сидіння. Це модифіковані кустарним чином пікапи для перевозки великої кількості людей. Сонгтеу курсують по визначених маршрутах (всього 13 ліній), ціна проїзду на 2015 становить 10 бат.
Міська влада встановила обов'язкові вимоги для таксистів, серед яких синьо-жовтий колір таксі. Тому усі їх машини мають унітарний вигляд, а славнозвісні тук-туки не популярні.
Поширеним видом транспорту є великі пікапи та мопеди. Пішохідні переходи є лише в центрі, на околицях відсутні так само як і тротуари.
Через Убон пролягає популярний серед західних туристів маршрут у Лаос.

## Відомі особистості
Жак Вержес народився в Убонратчатхані.